# Me muelen a palos
«Me muelen a palos» es una canción del grupo de rock chileno Los Bunkers, compuesta por la pareja de hermanos compositores Mauricio y Francisco Durán. Pertenece al álbum Barrio Estación, el cuarto de la banda, siendo su pista n.o 2.
Fue lanzado como sencillo en julio de 2008, recibiendo buenas críticas tanto en Chile como en México, llegando al puesto n.o 14 en Chile y n.o 6 en las listas aztecas, además del puesto n.o 1 en las listas de radio en México.

## Información
La canción tiene a Francisco Durán como cantante principal. Ya había sido presentada en vivo en 2007, en el último tramo de la gira de Vida de perros y en palabras de Francisco, la letra "habla de los problemas más mundanos que se le pueden presentar a un ser humano. El descontento al salir a trabajar, el descontento de lo cotidiano, de levantarse todas las mañanas".
Asimismo él señaló que la letra estuvo en parte influenciada por la crisis del Transantiago, al ver las imágenes de caos e indignación generalizada en la capital chilena. 
Musicalmente recuerda a bandas como Stone Roses, con solos de slide y también sintetizadores que le dan una leve reminiscencia de los ochenta. Francis confesó que éste es uno de sus temas favoritas del Barrio Estación.

## Contenido y recepción
La canción fue presentada como el segundo sencillo del álbum en julio de 2008, luego del también exitoso sencillo «Deudas», lanzado 4 meses antes. «Me muelen a palos» logró un mayor éxito comercial que «Deudas» tanto en Chile como en México, siendo la más escuchada en el país norteamericano y llegando al lugar 14 en Chile. Además, el álbum Barrio Estación llegó al puesto n.o 5.

## Posiciones en listas
| Lista                   | Posición |
| ----------------------- | -------- |
| Chile (Chile Top 100)   | 14       |
| México (AMPROFON)       | 6        |
| México (Airplay Radial) | 1        |

## Créditos
- Álvaro López – Guitarra eléctrica
- Francisco Durán – Voz principal, Guitarra eléctrica
- Mauricio Durán – Guitarra eléctrica
- Gonzalo López – Bajo
- Mauricio Basualto – Batería, Percusión